# 岡豊城
岡豊城（おこうじょう）は、高知県南国市にあった中世の日本の城（山城）。戦国時代に四国の覇者となった長宗我部氏の居城であった。城跡は国の史跡に指定されている。

## 概要
南国市街の北西部、香長平野（かちょうへいや）の北西端にあたる国道32号の西側の岡豊山（標高97メートル）に位置する。戦国時代末期に廃城となり、現在は石垣、曲輪、土塁、空堀、井戸などが残り高知県指定史跡を経て国の史跡として整備されている。また、城址の一角には高知県立歴史民俗資料館がある。
城の縄張りは最高所に本丸に当たる詰（つめ）があり、東に詰下段、二の段、南から西に三の段、四の段、更に西側丘陵に伝厩跡曲輪が配された連郭式の山城である。また、城の北東部には岡豊八幡があった。
江戸時代の史料集である『南路志』には「豊岡城」と記載され、いつ頃に現在の呼び名になったかは分かっていない。

## 沿革
鎌倉時代初期に、信濃より土佐へ移住した長宗我部能俊が、土佐長宗我部氏の始まりであるといわれる。長岡郡宗部郷（現在の南国市岡豊町）に定住した当初は、ただの宗我部氏であったが、隣の香美郡にも別系ながら同じ名字の宗我部氏があったため、それぞれは郡名の一字を付け加え、長宗我部氏と香宗我部氏と名乗るようになった。この頃、長宗我部氏によって築かれたと思われる岡豊城は、調査の結果では13世紀～14世紀の築城年代と考えられている。
室町時代、応仁の乱後の永正4年（1507年）に管領・細川政元が暗殺された以降の細川氏本家では家督・管領職争いの抗争を続けるあまり、その直轄領である土佐でも支配力を低下させてしまう。それが長宗我部氏、本山氏、山田氏、吉良氏、安芸氏、大平氏、津野氏の「土佐七雄」と呼ばれる有力国人の台頭につながり、戦乱の時代の始まりとなった。
七雄の抗争は翌年の永正5年（1508年）に早くも表面化すると、本山氏、山田氏、吉良氏などの連合軍によって岡豊城は落城する。
従来の通説では、この岡豊城攻めの際に当主・長宗我部兼序は自刃、土佐南西部の中村の一条氏のもとに落ち延びていた兼序の子・国親は永正15年（1518年）、一条氏の取り成しで旧領に復し岡豊城に入ったことになっている。
それが近年の研究では、兼序は本山氏などに岡豊城を攻められた際に自害せず土佐国内に亡命しており、永正8年（1511年）に本山氏や山田氏と和睦して岡豊城主に復帰、永正15年（1518年）頃に息子・国親へ家督を譲ったことが明らかとなっている。
岡豊城を足掛かりに国親は土佐の有力大名へと成長し、一条氏、本山氏、安芸氏とともに土佐を四分するまでになった。
国親の子・元親の時代に長宗我部氏は飛躍した。天正2年（1574年）主家であった一条兼定を豊後に追放し土佐を平定。この城を拠点に天正13年（1585年）には四国を統一した。しかし同年、羽柴秀吉の進攻により降伏し土佐一国に押し込められた。この後、天正16年（1588年）大高坂山城（現在の高知城）に本拠を移したが治水の悪さから再び岡豊を本拠とした。しかし、天正19年（1591年）浦戸城を改築して移った為、長宗我部氏累代の本拠・岡豊城は廃城となった。

## 城跡
1894年（明治27年）に日清戦争勃発し、城跡を有する岡豊村から20名が出征するが、全員が無事凱旋。日本の勝利を祝って城跡の厩床（伝厩跡曲輪）を村が購入し、翌年に坂崎紫瀾撰文の凱旋記念碑が建立され、公園化された。
1904年（明治37年）に日露戦争勃発。岡豊村の出征者から戦死者が出たため、日清戦争凱旋記念碑を引き上げ、墓地が整備される。
1944年（昭和19年）に墓地廃止。
城跡は、1955年（昭和30年）2月15日、高知県指定史跡に指定された。また、西側丘陵上の伝厩跡曲輪は1970年（昭和45年）12月16日付で市指定史跡に指定されていた。
1970年（昭和45年）10月27日、3年の歳月と1億円の総工費をかけた歴史公園「岡豊ハイランド」が完成。
1978年（昭和53年）、岡豊ハイランドにフィールドアーチェリーが完成。
1983年（昭和58年）、高知県立歴史民俗資料館の建設予定地に選ばれる。
1985年（昭和60年）より1990年（平成2年）にかけて、1～6次にわたる発掘調査が行われ史跡整備がなされた。第1次発掘調査では土師質土器､備前焼､瀬戸天目茶碗､青磁､白磁､硯､茶臼､渡来銭､鉄滓等が発見されている｡
2008年（平成20年）7月28日、国の史跡に指定された。
2017年（平成29年）4月6日、続日本100名城（180番）に選定された。また2017年（平成29年）4月1日から2019年（平成31年）2月28日にかけて、詰ノ段に櫓が建てられ公開された。史跡の上に建てられているため仮設で、後に解体予定。

## ギャラリー

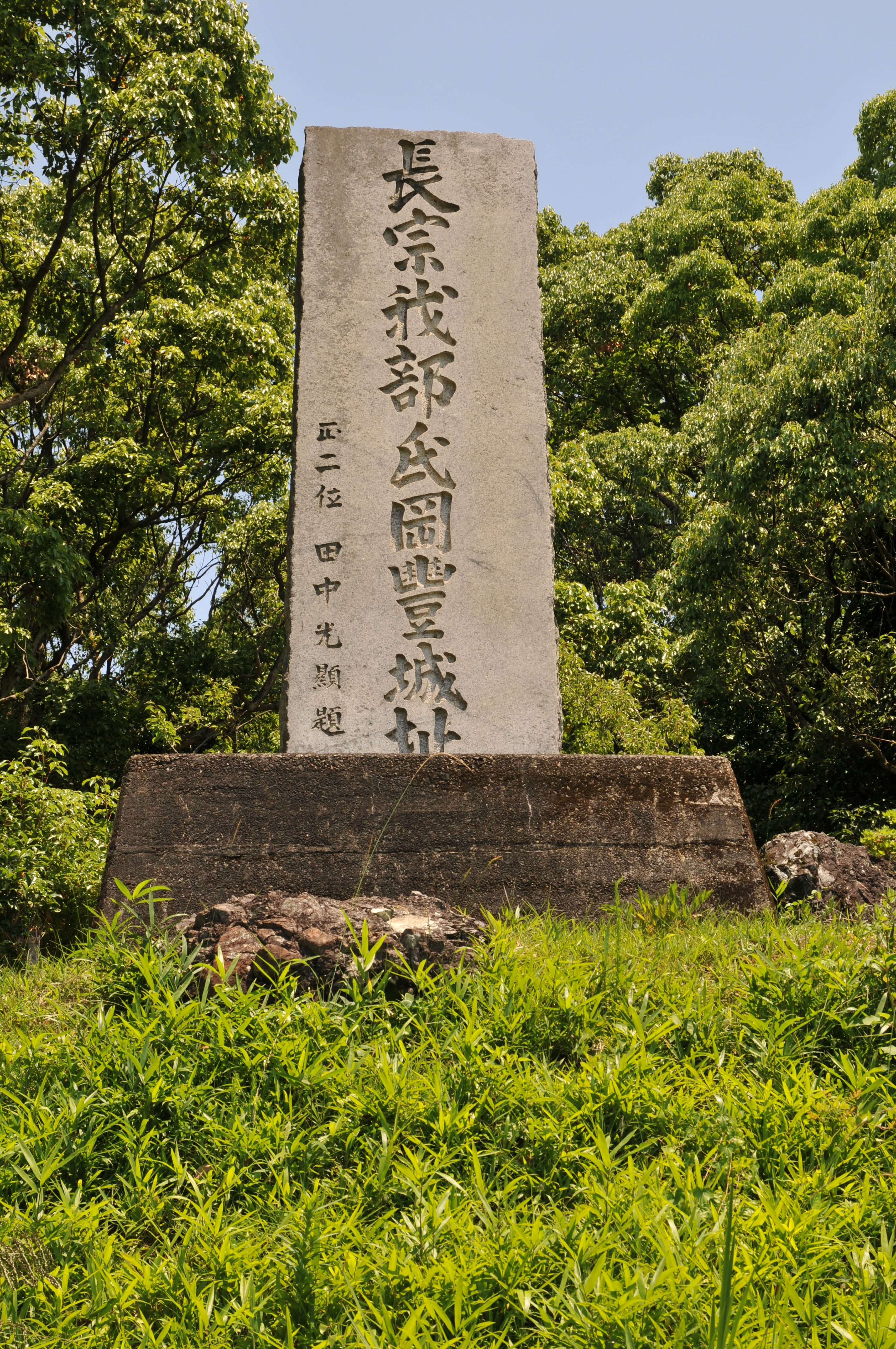
岡豊城の碑
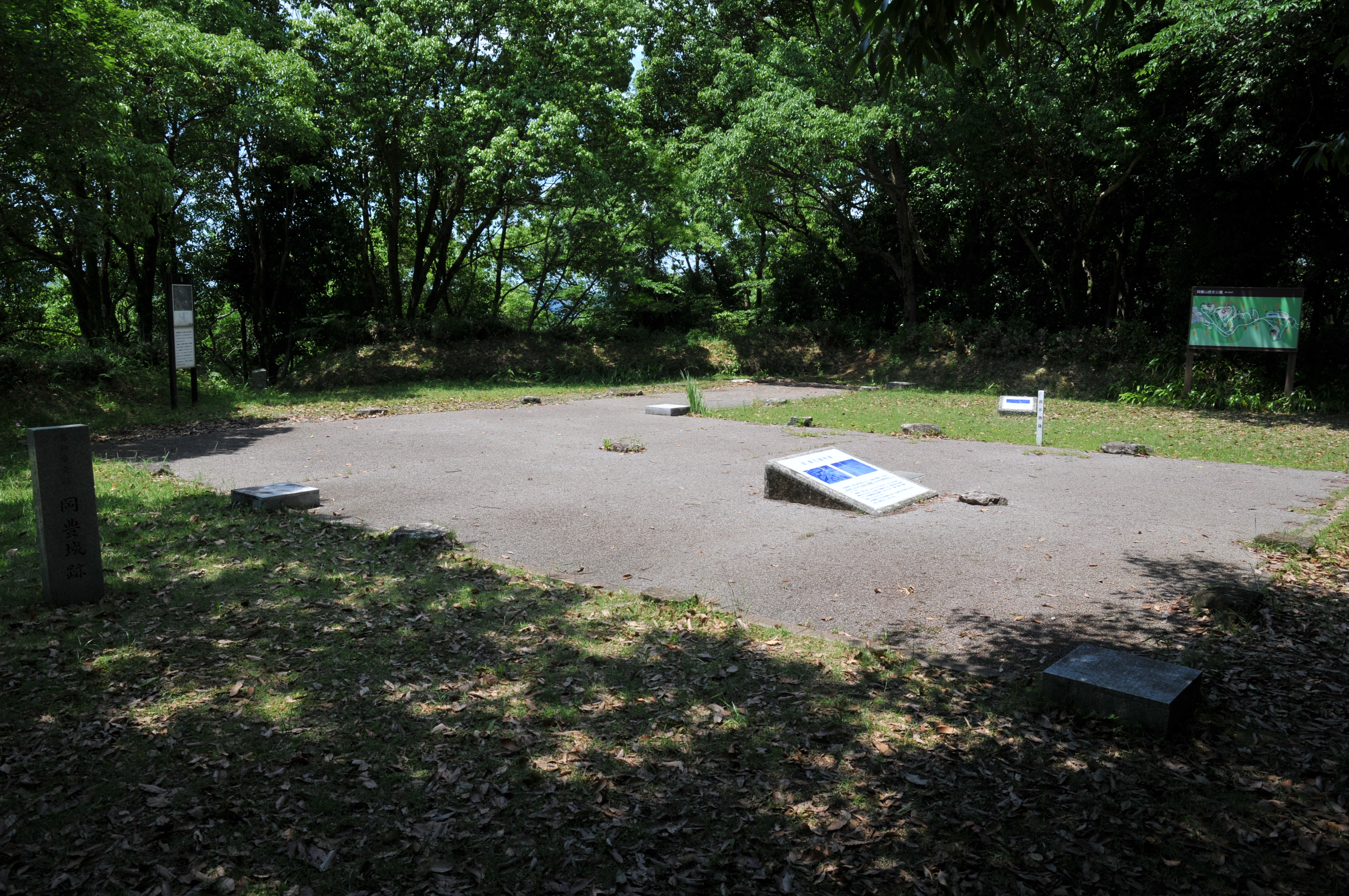
詰ノ段（本丸に相当）
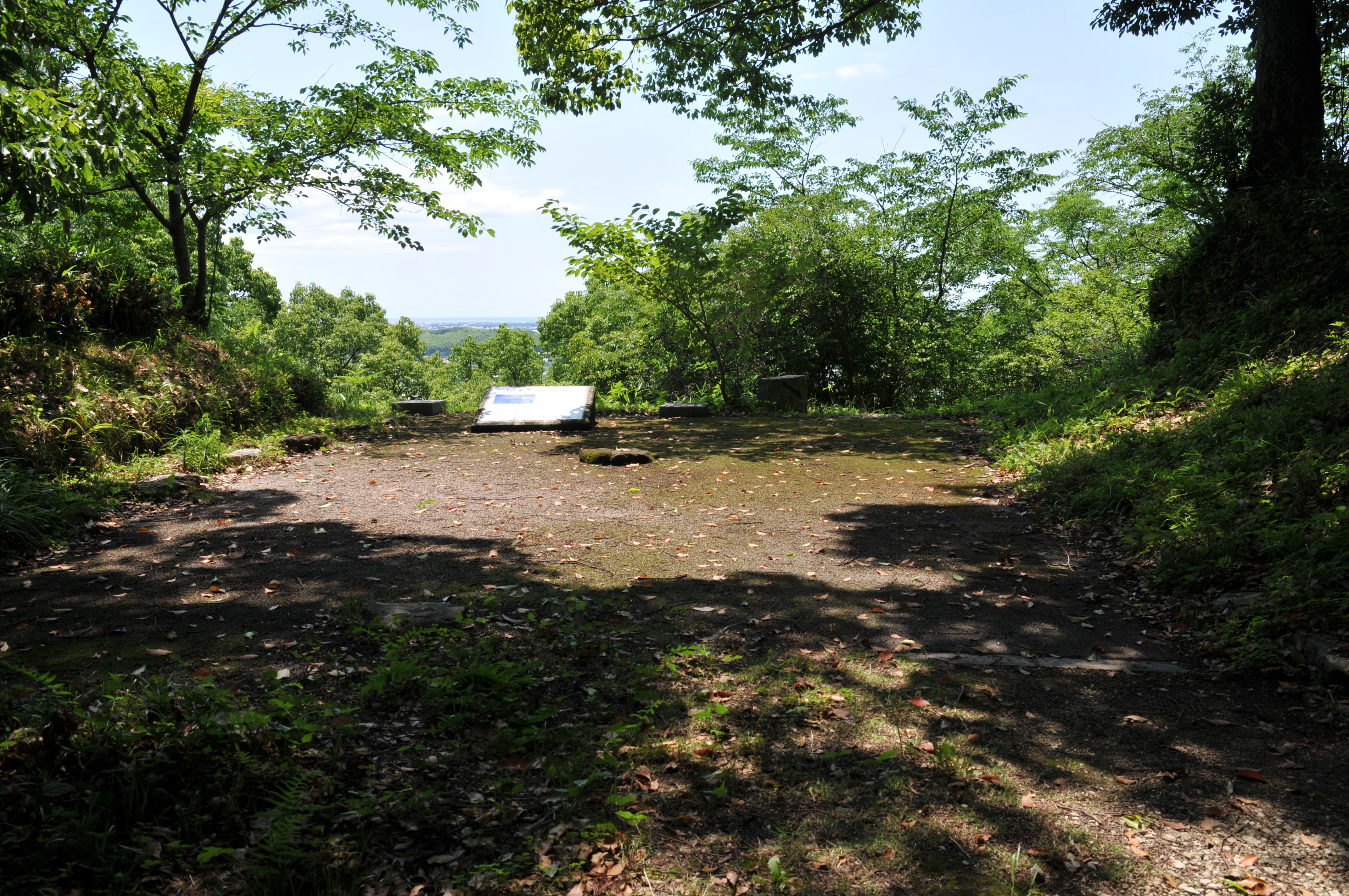
詰下段
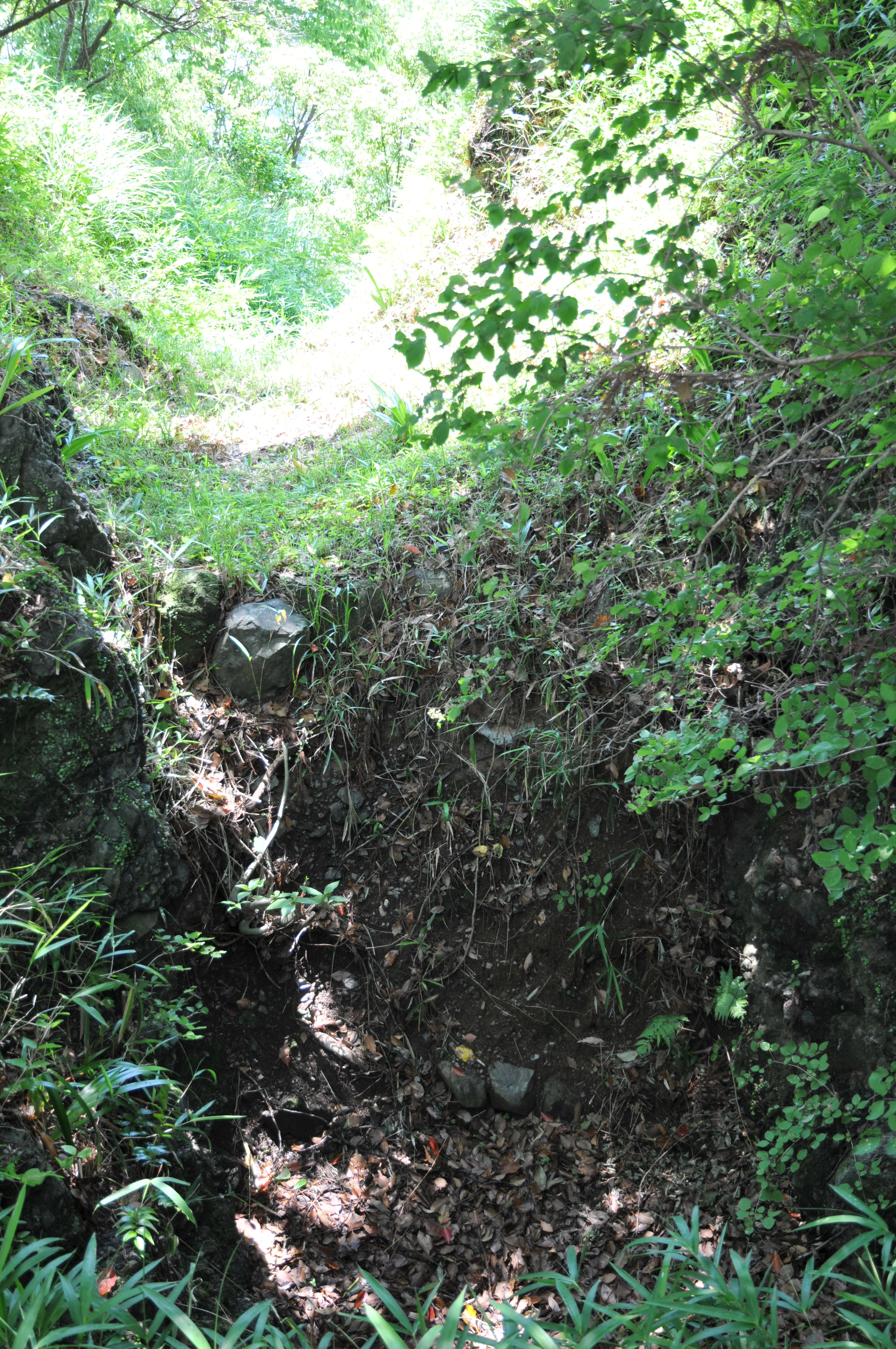
詰下段と二の段の間にある井戸と堀切
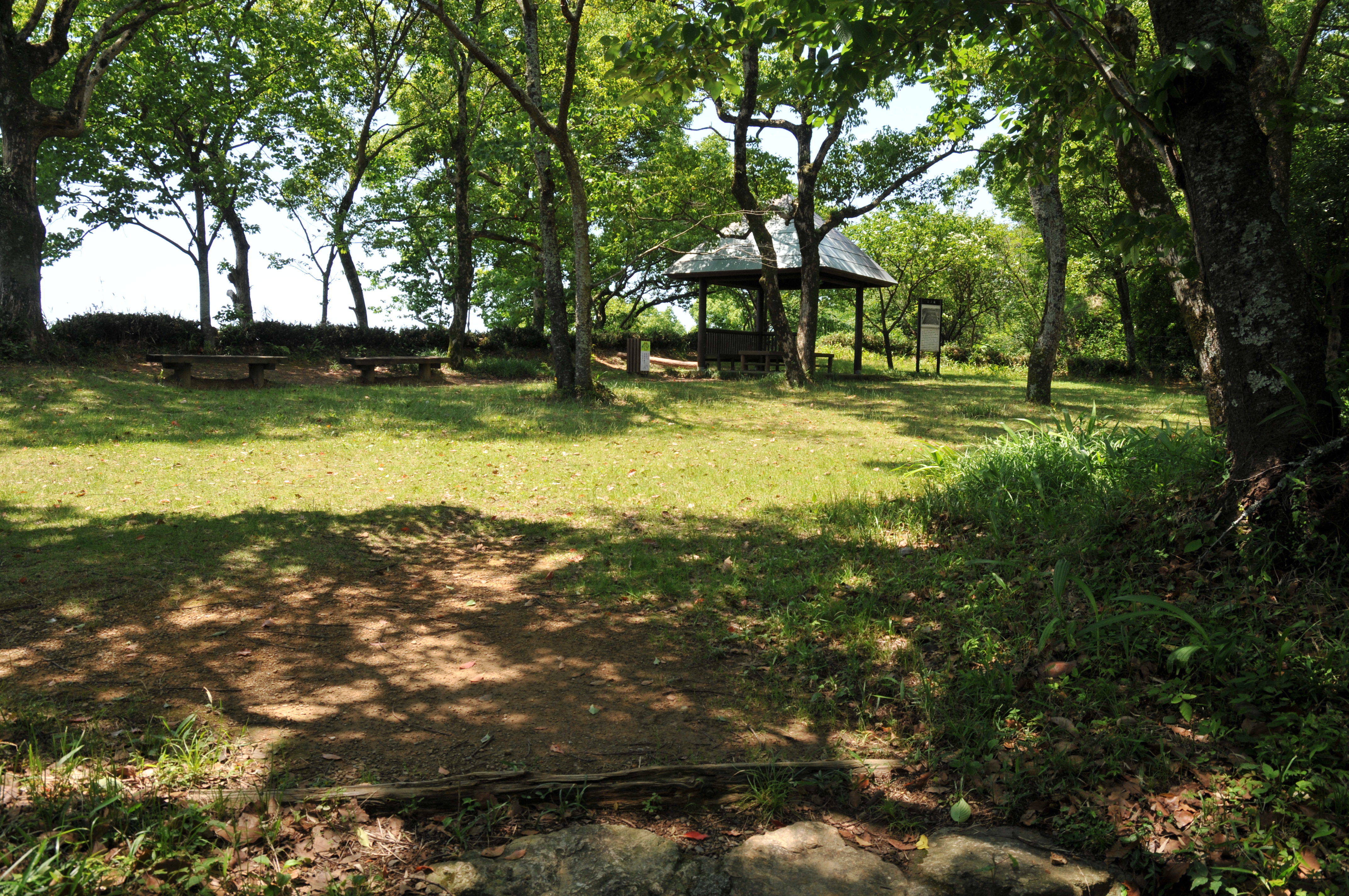
二の段
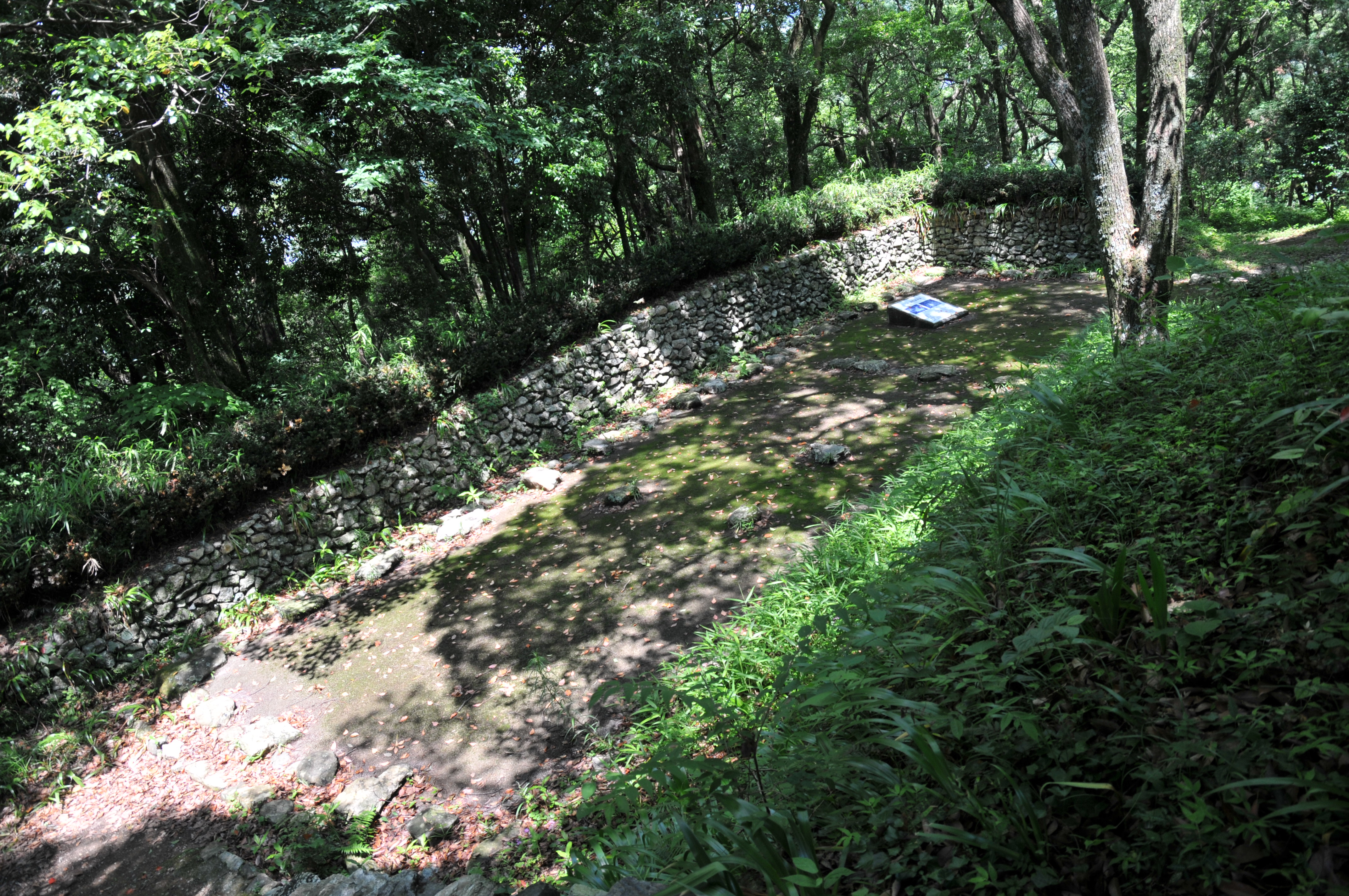
三の段と石積
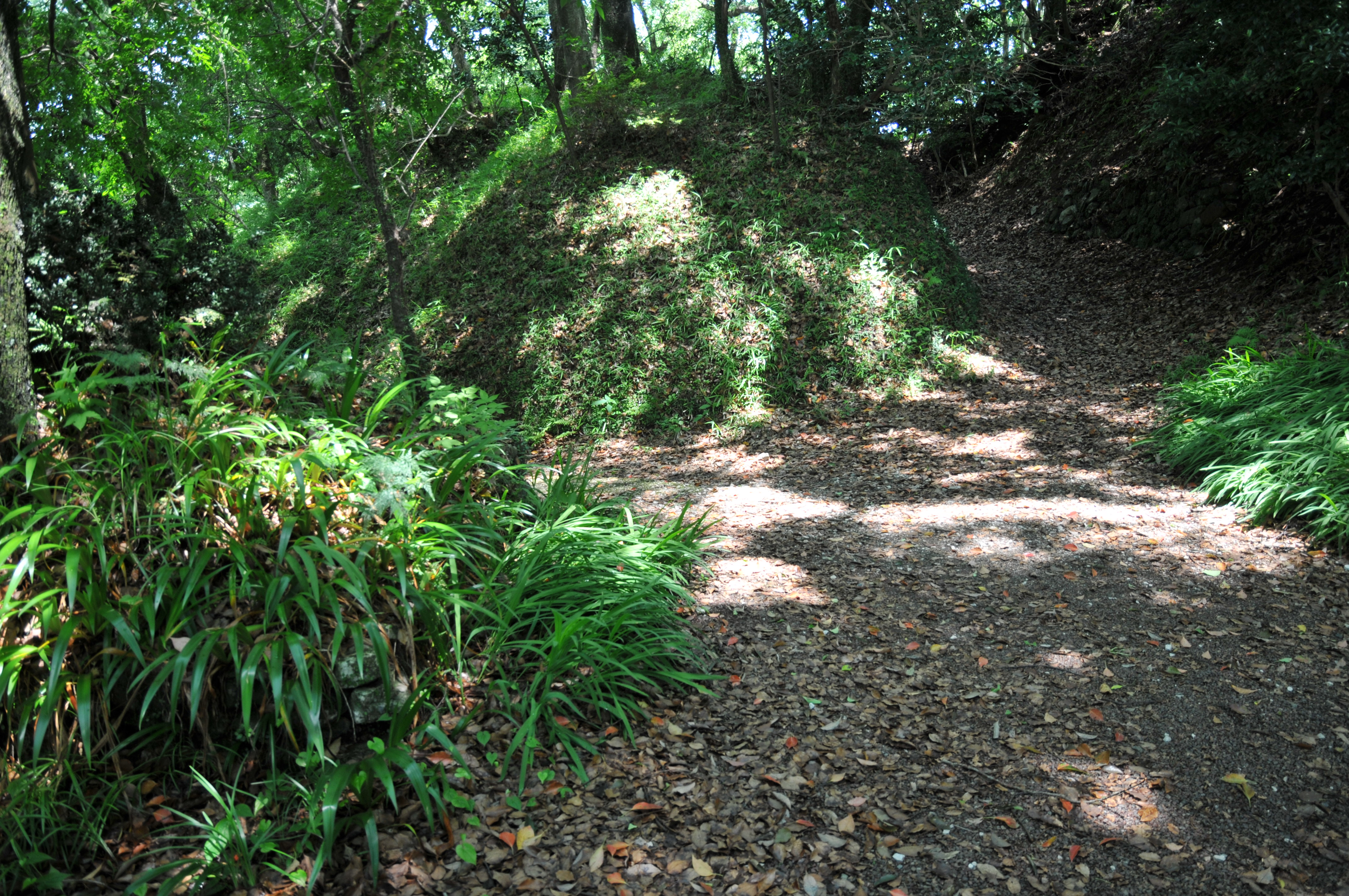
虎口
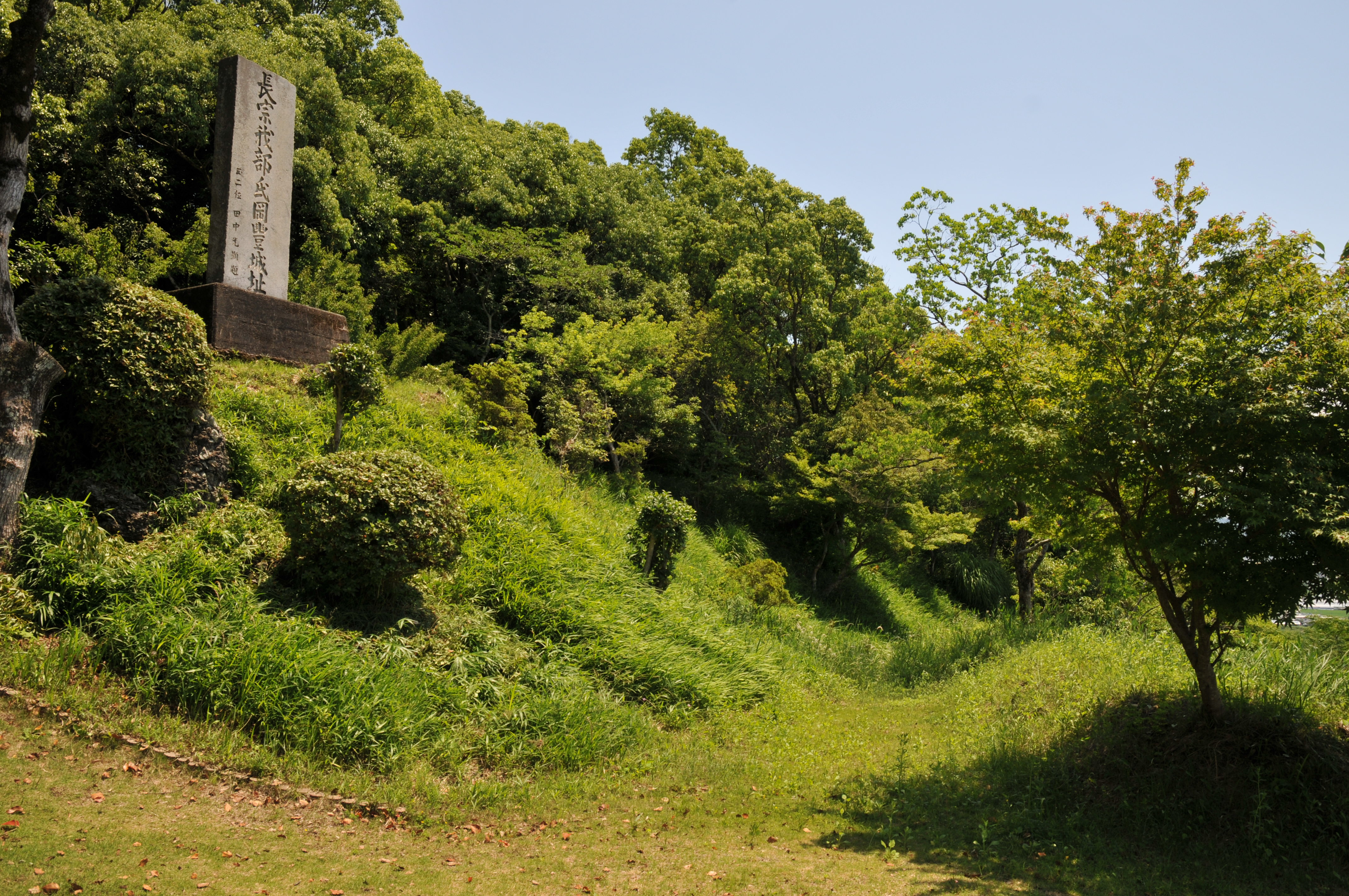
四の段
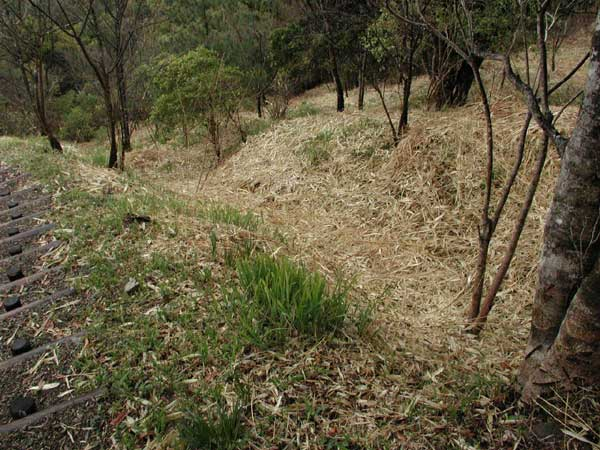
竪堀
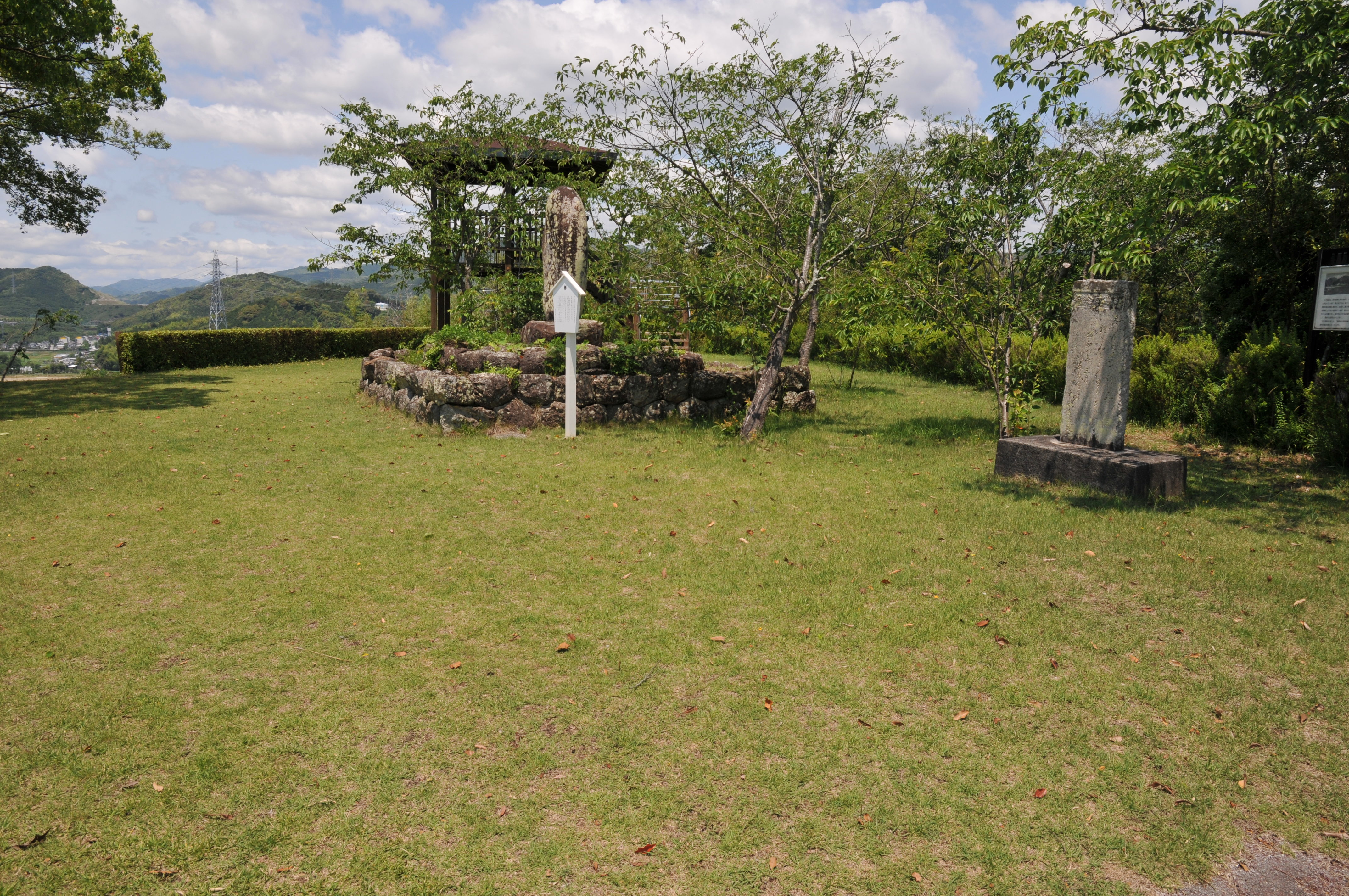
伝厩跡曲輪
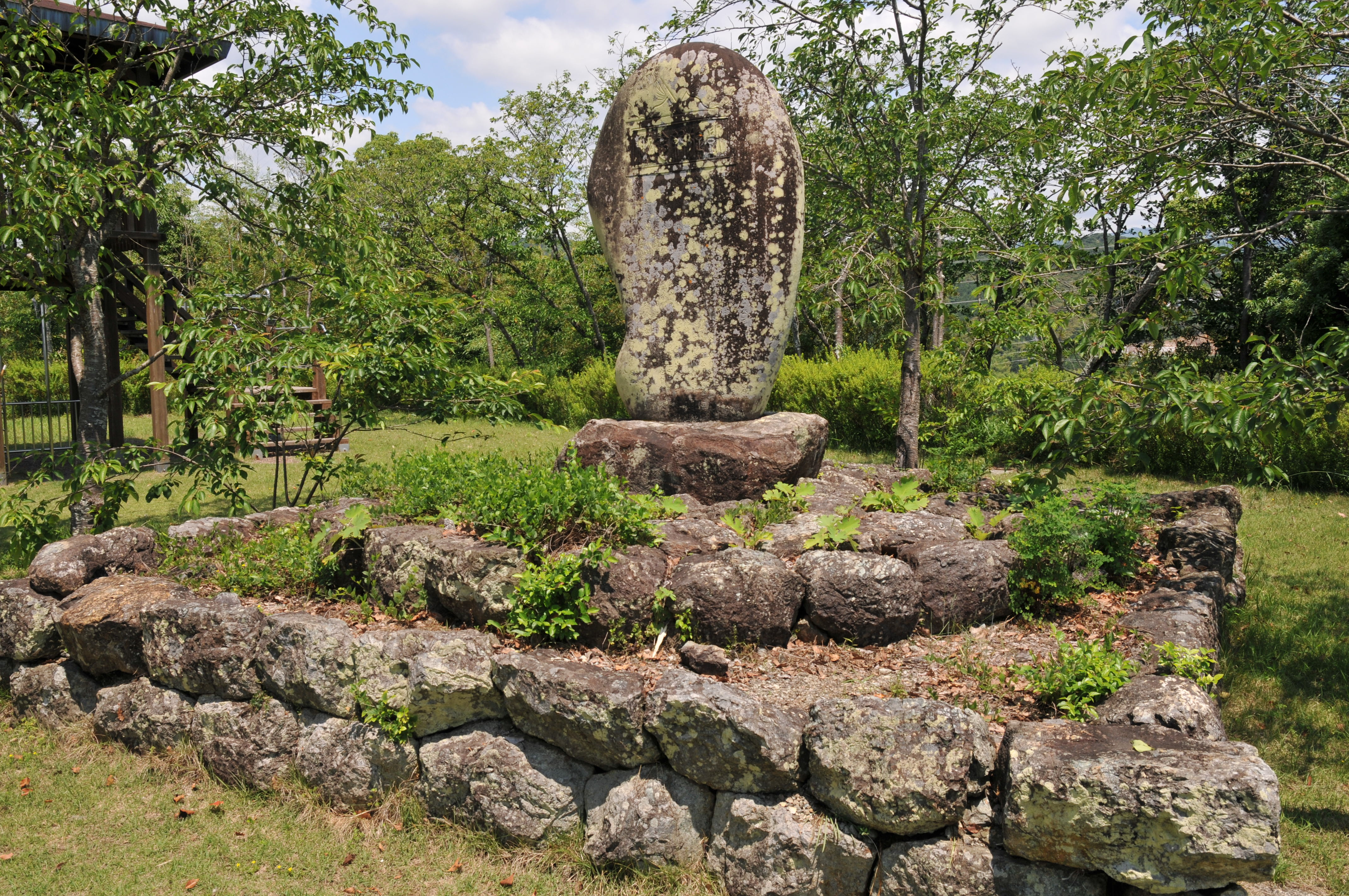
伝厩跡曲輪に建つ坂崎紫瀾「岡豊公園征清凱旋碑」
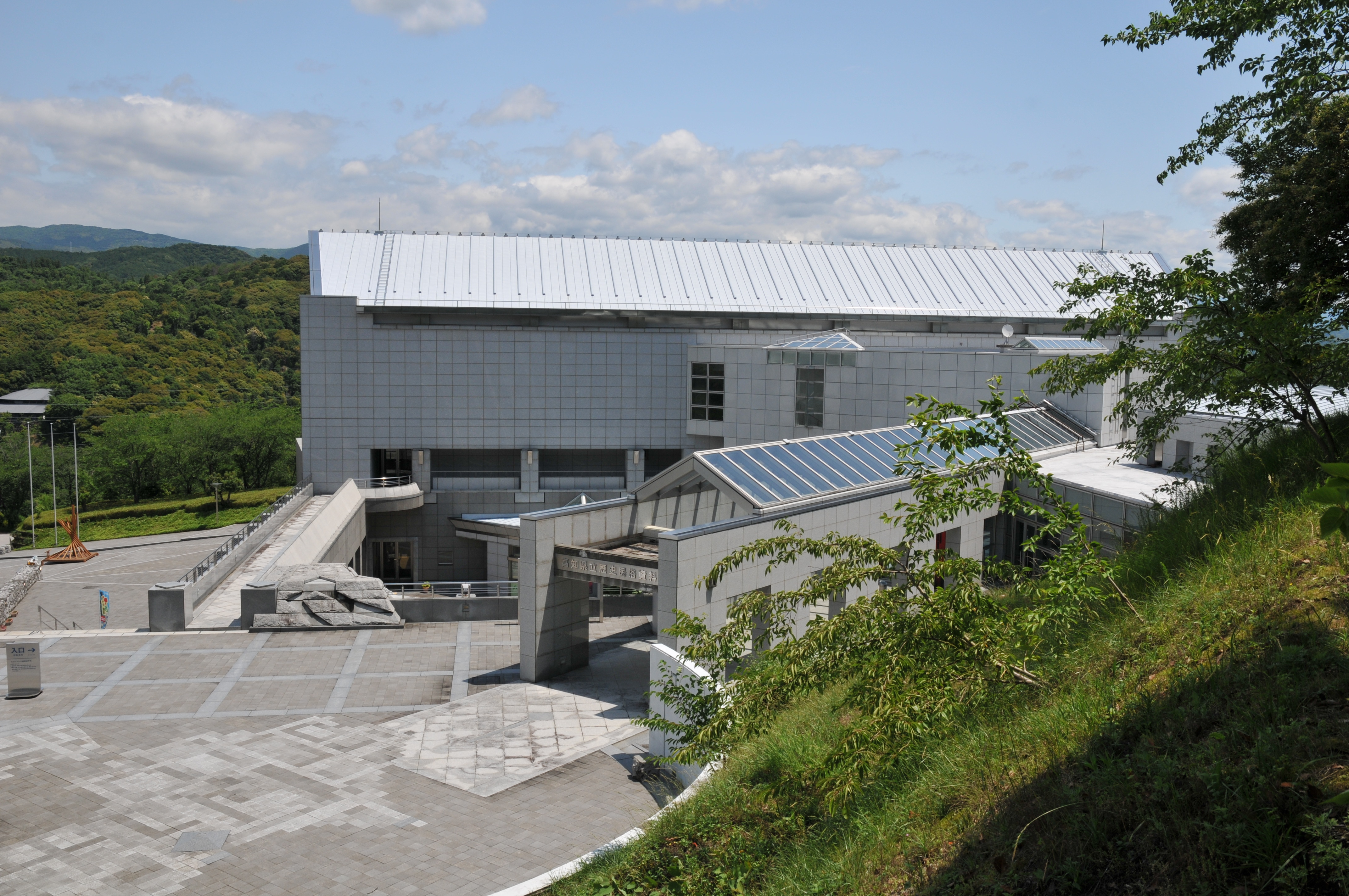
高知県立歴史民俗資料館
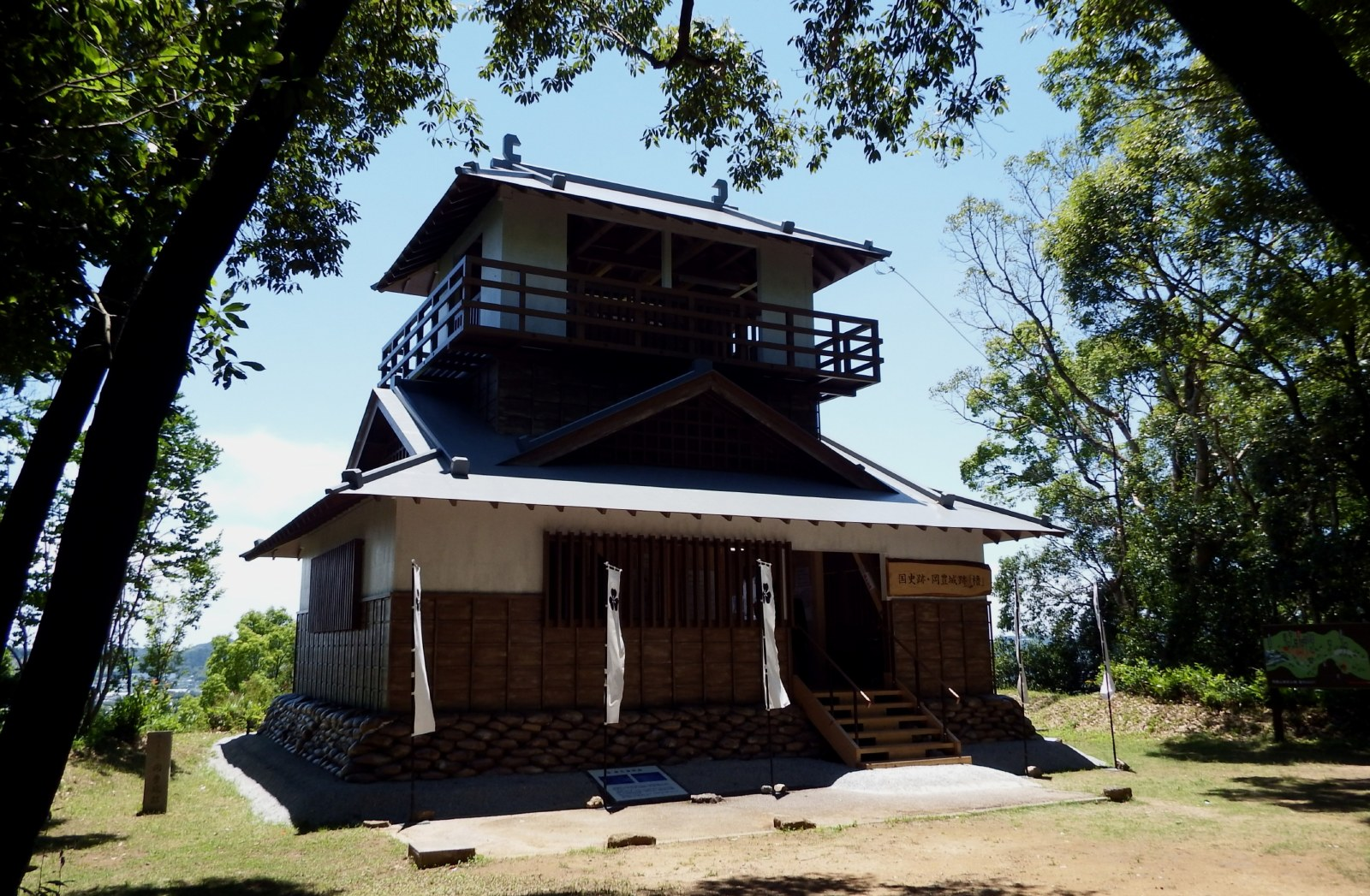
詰ノ段の櫓
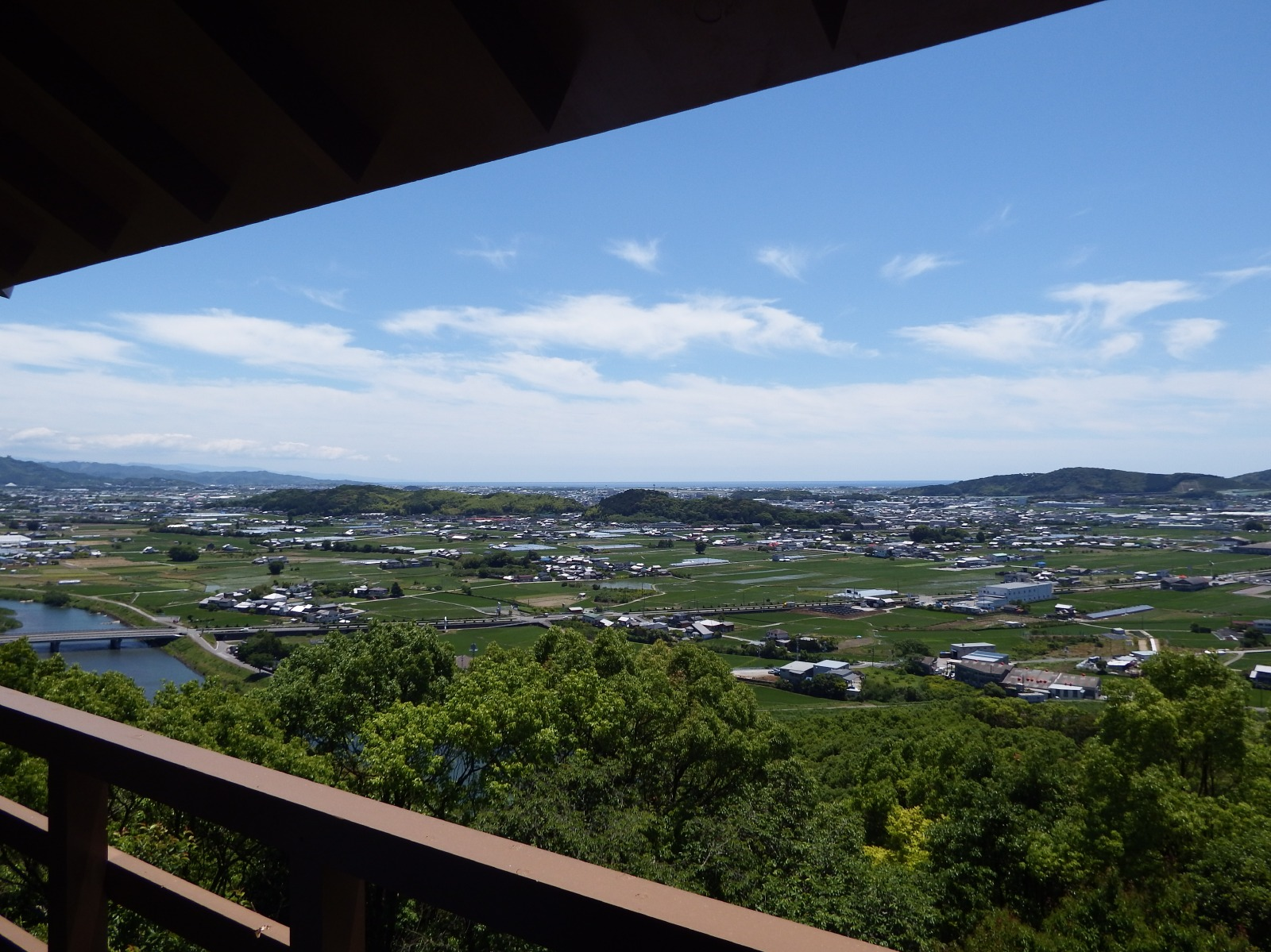
櫓からの景色

## 周辺
- 土佐国分寺
- 比江山城（比江）